# Bürgermeisterei Altenessen
Die Bürgermeisterei Altenessen war eine Bürgermeisterei in den Landkreisen Essen bzw. Duisburg der preußischen Rheinprovinz. Zwischen 1874 und 1915 entstanden auf ihrem Gebiet im Rahmen mehrerer Neugliederungen aufgrund des starken Bevölkerungswachstums außerdem noch die Bürgermeistereien Karnap, Kray-Leithe, Rotthausen, Rüttenscheid und Stoppenberg.

## Bürgermeisterei Altenessen
Bei Einführung von Verwaltungsstrukturen nach französischem Vorbild im Großherzogtum Berg wurde 1808 im Kanton Essen des Arrondissements Essen im Département Rhein auch die Mairie (Bürgermeisterei) Altenessen eingerichtet. Nachdem das Rheinland 1814 an Preußen gefallen war, wurde aus der Mairie Altenessen die preußische Bürgermeisterei Altenessen. Diese kam 1816 zum neuen Kreis Essen, der 1823 im Kreis Duisburg aufging. Zu der Bürgermeisterei gehörten anfänglich elf Landgemeinden:
- Altenessen
- Frillendorf
- Huttrop
- Karnap
- Katernberg
- Kray
- Leithe
- Rotthausen
- Rüttenscheid
- Schonnebeck
- Stoppenberg

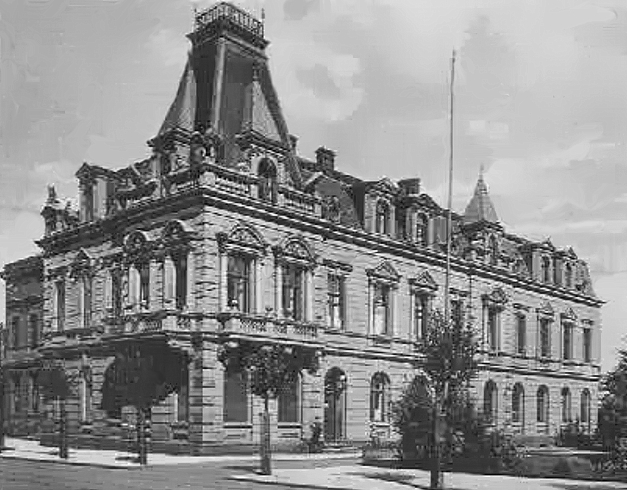
Rathaus Altenessen (um 1925)

1857 wurde der Kreis Essen mitsamt der Bürgermeisterei Altenessen wieder aus dem Kreis Duisburg herausgelöst und neu eingerichtet. Am 1. Januar 1874 schieden die Gemeinden Frillendorf, Huttrop, Katernberg, Kray, Leithe, Rotthausen, Rüttenscheid, Schonnebeck und Stoppenberg aus der Bürgermeisterei Altenessen aus und bildeten die neue Bürgermeisterei Stoppenberg. Die Gemeinde Altenessen wurde am 1. April 1915 in die Stadt Essen eingemeindet. Karnap, die letzte verbliebene Gemeinde der Bürgermeisterei, wurde daraufhin zu einer eigenen Bürgermeisterei erhoben.
Einwohnerentwicklung
| Jahr | Bgm. Altenessen | Quelle |
| ---- | --------------- | ------ |
| 1816 | 3.006           | [ 5 ]  |
| 1828 | 3.510           | [ 6 ]  |
| 1871 | 21.781          | [ 7 ]  |
|      |                 |        |
| 1885 | 17.524          | [ 8 ]  |
| 1895 | 23.655          | [ 9 ]  |
| 1905 | 38.910          | [ 10 ] |
| 1910 | 47.303          | [ 11 ] |
| 1915 | 46.237          | [ 12 ] |

Die Bürgermeisterei wurde 1873 deutlich verkleinert.
Bürgermeister
- 1808–181100Bernhard Radhoff
- 1811–181500Johannes Alois Theodor Nienhausen
- 1815–183400Christian Noot
- 1834–184000Bertram Pfeiffer
- 1840–184400Samuel Friedrich Biegon von Czudnochowski
- 1844–186800Friedrich de Wolff
- 1868–188600Ernst Péan
- 1886–191500Theodor Stankeit

## Bürgermeisterei Stoppenberg

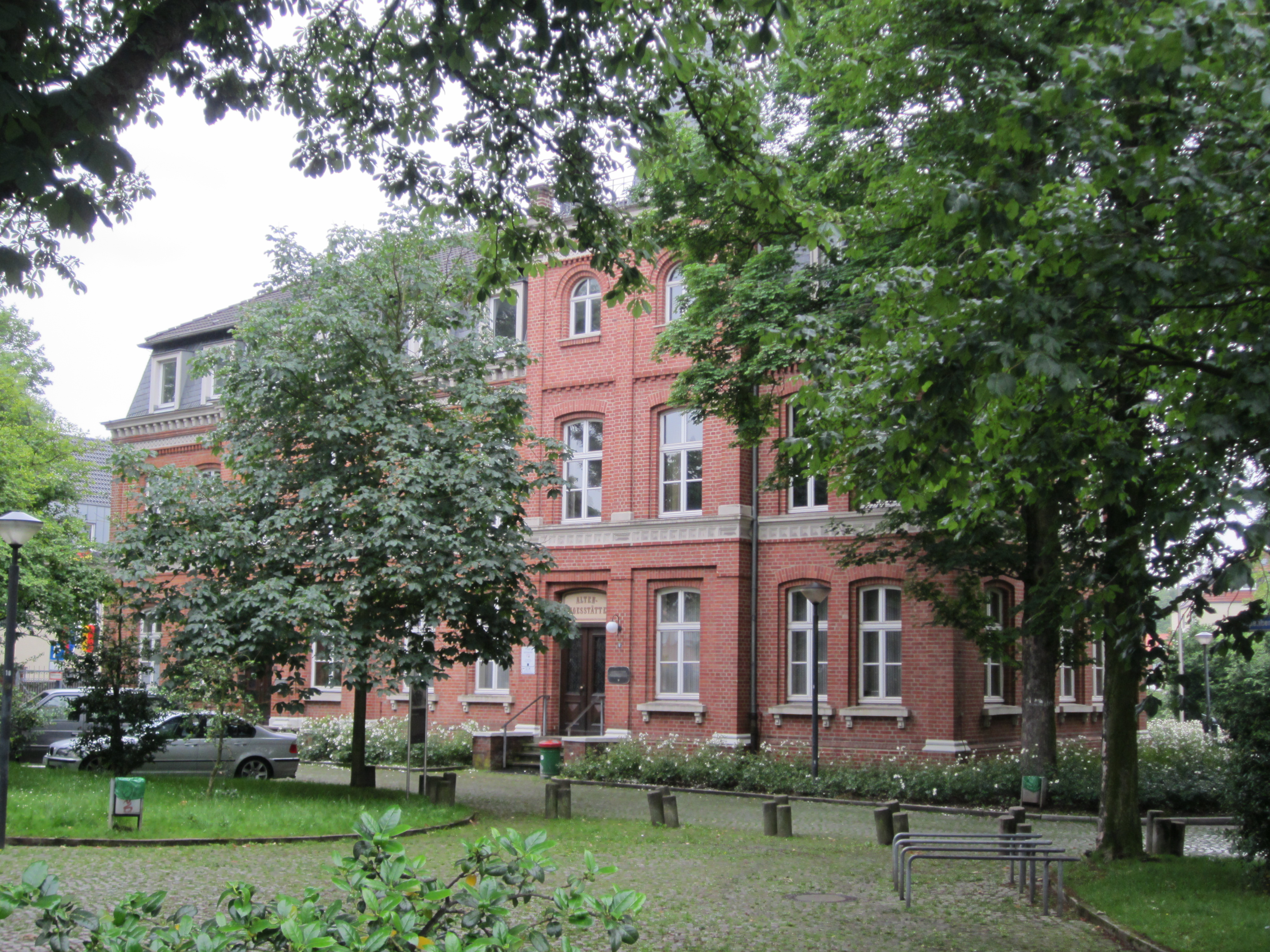
Rathaus Stoppenberg

Zur Bürgermeisterei Stoppenberg gehörten nach ihrer Gründung im Jahre 1873 zunächst die Gemeinden Frillendorf, Huttrop, Katernberg, Kray, Leithe, Rotthausen, Rüttenscheid, Schonnebeck und Stoppenberg. Am 1. April 1884 wurde Rüttenscheid aus der Bürgermeisterei Stoppenberg in die Bürgermeisterei Rellinghausen umgegliedert. Am 1. Oktober 1906 schieden auch Kray und Leithe aus der Bürgermeisterei Stoppenberg aus und bildeten die neue Bürgermeisterei Kray-Leithe. Gleichzeitig wurde die Gemeinde Rotthausen zu einer eigenen Bürgermeisterei erhoben. Am 1. April 1908 schied auch Huttrop aus der Bürgermeisterei Stoppenberg aus und wurde in die Stadt Essen eingemeindet.
Die Bürgermeisterei Stoppenberg umfasste seitdem noch die vier Gemeinden Frillendorf, Katernberg, Schonnebeck und Stoppenberg.
Am Ende des Jahres 1927 wurde die Bezeichnung aller rheinischen Landbürgermeistereien zu „Amt“ geändert. Die Bürgermeisterei Stoppenberg hieß seitdem Amt Stoppenberg.
Durch das Gesetz über die kommunale Neugliederung des rheinisch-westfälischen Industriegebiets wurden Frillendorf, Katernberg, Schonnebeck und Stoppenberg am 1. August 1929 in die Stadt Essen eingegliedert, womit das Amt Stoppenberg erlosch.
Das Rathaus für die Bürgermeisterei wurde 1876 am heutigen Stoppenberger Platz errichtet.
Einwohnerentwicklung
| Jahr | Bgm. Stoppenberg | Quelle |
| ---- | ---------------- | ------ |
| 1885 | 21.857           | [ 8 ]  |
| 1895 | 38.854           | [ 9 ]  |
| 1905 | 73.837           | [ 10 ] |
|      |                  |        |
| 1910 | 41.268           | [ 11 ] |
| 1929 | 52.879           | [ 12 ] |

Die Bürgermeisterei wurde 1906 und 1908 verkleinert.
Bürgermeister
- 1874–189100Joseph Hoeren
- 1891–192400Carl Meyer
- 1924–192900Franz Bernhard Alfers

## Bürgermeisterei Rüttenscheid

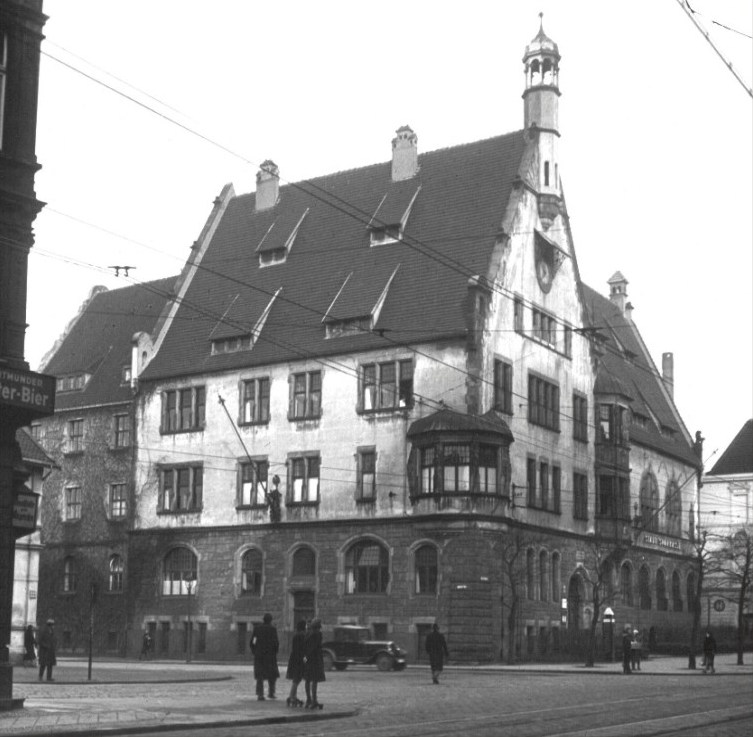
Rathaus Rüttenscheid (1903)

Rüttenscheid schied am 1. Juni 1900 aus der Bürgermeisterei Rellinghausen aus und wurde zu einer eigenen Bürgermeisterei erhoben.
Jahre 1900 aus der Bürgermeisterei Rellinghausen gelösten Gemeinde gelegt wurde. An der heutigen Ecke Rüttenscheider Straße / Martinstraße wurde ein Rathaus erbaut, das 1903 bezugsfertig war und im Zweiten Weltkrieg zerstört wurde. Am 1. Juli 1905 wurde Rüttenscheid nach Essen eingemeindet.
Einwohnerentwicklung
| Jahr | Bgm. Rüttenscheid | Quelle |
| ---- | ----------------- | ------ |
| 1900 | 14.551            | [ 18 ] |
| 1905 | 22.008            | [ 12 ] |

Bürgermeister
- 1900–190500Friedrich Wilhelm Hild

## Bürgermeisterei Kray-Leithe

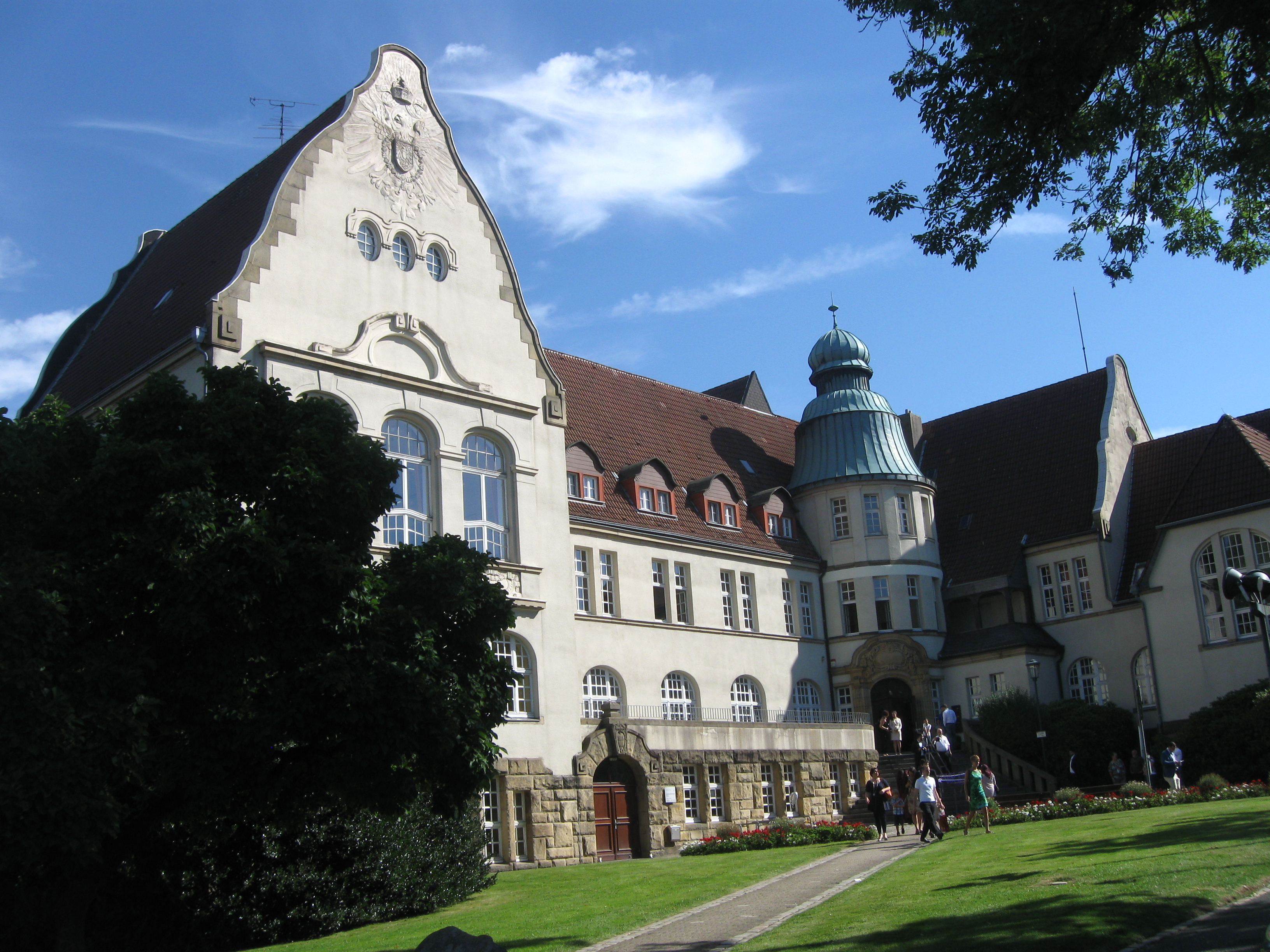
Rathaus Kray

Zur Bürgermeisterei Kray-Leithe gehörten nach ihrer Gründung im Jahre 1906 die Gemeinden Kray und Leithe. 1920 wurden beide Gemeinden zur vergrößerten Gemeinde Kray zusammengeschlossen, die am 1. August 1929 nach Essen eingemeindet wurde. Das Krayer Rathaus wurde 1908 am heutigen Kamblickweg erbaut.
Einwohnerentwicklung
| Jahr | Bgm. Kray-Leithe | Quelle |
| ---- | ---------------- | ------ |
| 1910 | 14.551           | [ 11 ] |
| 1905 | 25.773           | [ 12 ] |

Bürgermeister
- 1906–192400Ludwig Kohlen
- 1926–192900Jacob Weber

## Bürgermeisterei Rotthausen
Rotthausen bildete ab 1906 eine eigene Bürgermeisterei und wurde 1923 in die Stadt Gelsenkirchen in der Provinz Westfalen eingemeindet. Bürgermeister während dieser Zeit war Heinrich Hohoff. Das Rathaus von Rotthausen stand an der Stelle des heutigen Kolpinghauses an der Steeler Straße.
Einwohnerentwicklung
| Jahr | Bgm. Rotthausen | Quelle |
| ---- | --------------- | ------ |
| 1910 | 25.757          | [ 11 ] |
| 1905 | 33.000          | [ 21 ] |

Bürgermeister
- 1906–192300Heinrich Hohoff

## Bürgermeisterei Karnap
Karnap bildete ab 1915 eine eigene Bürgermeisterei und wurde am 1. August 1929 in die Stadt Essen eingemeindet. Das Karnaper Rathaus stand an der heutigen Karnaper Straße, Ecke Arenbergstraße.
Einwohnerentwicklung
| Jahr | Bgm. Karnap | Quelle |
| ---- | ----------- | ------ |
| 1910 | 6.659       | [ 11 ] |
| 1929 | 10.735      | [ 21 ] |

Bürgermeister
- 1906–192300Carl Hold